# 聶豹
聶豹（1487年—1563年），字文蔚，號雙江，學者稱雙江先生，江西吉安府永豐縣人，明朝政治人物、心學家，同進士出身。

## 生平
明武宗正德十一年（1516年）中江西鄉試第五十八名舉人，正德十二年（1517年）聯捷丁丑科會試第一百十四名，三甲一百五十六名進士，通政司觀政，授華亭縣知縣。明世宗嘉靖四年（1525年）拜為福建道監察御史，劾奏司禮太監張佐，巡按福建，奏罷鎮守太監趙誠，及奏革市舶等，有能諫名。
徐存齋於諸生中，召入為御史，劾奏大奄及柄臣有能諌名，出為蘇州知府。
嘉靖五年（1526年）夏，以御史巡撫按福建，渡錢塘，在浙江會見王守仁。守仁卒，豹聞訃為位哭。明世宗嘉靖九年（1530年）出為蘇州府知府，時王守仁已卒四年。聶豹見錢德洪、王畿，以二人為證，具香案，進拜王守仁為師，稱王氏門人。次年，丁父憂。明世宗嘉靖十三年（1534年）丁母憂，家居十年。
嘉靖二十年（1541年）任松江府知府。以薦起平陽知府，訓練鄉勇抵禦盜亂。明世宗嘉靖二十二年（1543年）廷議以豹知兵，以給事中劉繪、大學士嚴嵩等薦，升任陝西按察司副使，備兵潼關。後因權臣夏言所惡，遭逮捕下詔獄，此後落職歸鄉。
嘉靖二十九年（1550年）秋，京師被蒙古俺答圍困，禮部尚書徐階為當時聶豹任華亭知縣時所取之士，遂為之訟冤，言其才可大用。明世宗立即召為右僉都御史，巡撫順天。未赴任，升任兵部右侍郎，次年轉兵部左侍郎，再次年陞為兵部尚書。
仇鸞請調宣府、大同士兵入衛，聶豹則反對，稱兩鎮部隊宜鎮守各自，宣府、大同安定后，京師自然安定。仇鸞大怒。嘉靖三十一年（1552年）召翁萬達為兵部尚書，未任即卒，於是以聶豹代任，其奏防秋事宜，并請增築京師外城，皆報批准。次年，蒙古入俺答侵山西，擊潰總兵官李淶部隊，掠奪二十日後離去。總督蘇祐反以大捷上報，被巡按御史毛鵬檢舉揭發，奏摺下兵部。聶豹則贊同蘇祐主張。因以功加太子少保。京師外城修建完成，晋升太子少傅。南北屢奏捷，及類奏諸邊功，豹率歸功元祐，祭告行賞如初。此後晋升太子太保。隆慶元年（1567年）去世，享年七十七歲。贈少保。諡貞襄。
當是時，西北邊數遭寇，東南倭又起，羽書日數至。豹本無應變才，而大學士嵩與豹鄉里，徐階亦入政府，故豹甚為帝所倚。久之，寇患日棘，帝深以為憂。豹卒無所謀畫，條奏皆具文，帝漸知其短。會侍郎趙文華陳七事致仕，侍郎朱隆禧請設巡視福建大臣，開海濱互市禁，豹皆格不行。帝大怒切責。豹震懾請罪，復辨增官、開市之非，再下詔譙讓。豹愈惶懼，條便宜五事以獻。帝意終不懌，降俸二級。頃之，竟以中旨罷，而用楊博代之。歸數年卒，年七十七。隆慶初，贈少保，謚貞襄。
| 年份                 | 年齡 | 身份                                           | 學術表現」                                                                                         |
| -------------------- | ---- | ---------------------------------------------- | -------------------------------------------------------------------------------------------------- |
| 正德十一年 (1516)    | 30   | 以《易經》中江西鄉試                           | |
| 正德十二年 (1517)    | 31   | 中進士                                         | |
| 正德十五年 (1520)    | 34   | 授華亭知縣                                     | 興學，學生包括徐階、何良俊等                                                                       |
| 嘉靖四年 (1525)      | 39   | 福建道監察御史                                 | |
| 嘉靖五年 (1526)      | 40   | 巡按應天府                                     | 往謁王陽明於越，相與講良知之學                                                                     |
| 嘉靖七年 (1528)      | 42   | 巡按福建，入閩                                 | 以書信同陽明論學 建養正書院 刻《傳習錄》、 《道一 編》、《二業合一論》、《大學古本》 以訓迪諸生    |
| 嘉靖九年 (1530)      | 44   | 八年五月陞寧波知府， 尋改守蘇州， 九年四月到任 | 經錢德洪、 王畿見證， 拜入已故的陽明門下 開始授徒講授陽明致知之學                                  |
| 嘉靖十年 (1531)      | 45   | 奔父喪                                         | |
| 嘉靖十三年 (1534)    | 48   | 復丁母憂                                       | 參加第二屆青原會                                                                                   |
| 嘉靖十五年 (1536)    | 50   |                                                | 評論季本「龍惕說」                                                                                 |
| 嘉靖十六年 (1537)    | 51   | 病居翠微山                                     | 有悟於本體虛寂之旨→歸寂說初成（宋 儀望定於嘉靖十七年）                                             |
| 嘉靖二十一年 (1542)  | 56   | 二十年起知平陽府                               | 撰《大學古本臆說》，歸寂說成形                                                                     |
| 嘉靖二十六年（1547） | 61   | 入獄                                           | 聶豹被逮臨行前曾作詩一首，中云：「豈無安心法？安心在知止。」知止即是致知，反映其思想體系確已成熟。 |

## 功夫論——歸寂
聶豹是王守仁的重要弟子之一，傳習心學，是江右王門的代表人物，與羅洪先同為陽明後學之「歸寂派」。

雙江把良知二字拆開，以為未發的良知本體原是寂然不動的，這個知是良的、是超層次的；感於物而有視、聽、 言、 動的知，這個已發的知，可能有氣質的雜染，是經驗層次上的知覺，未必全是良善。所以學者必須通過守寂的工夫，歸到那未發的良知寂體，以此未發寂體的良知去主宰已發的知覺。
良知本寂，感於物而後有知，知其發也，不可遂以知發為良知，而忘其發之所自也。心主乎內，應於外而後有外。外其影也，不可以其外應者為心，而遂求心於外也。故學者求道，自其求乎內之寂然者求之，使之寂而常定。」
同時以為養得本體純一真實， 自能感通順應萬物的變化：
致良知 者，只養這個純一未發的本體，本體復則萬物備，所謂立天下之大本。 先師云：良知是未發之中，廓然大公的本體，便自能感而遂通，便自能 物來順應，此是《傳習錄》中正法眼藏。
懲王畿「現成良知」之失，認為其是違背師說：
誤以知覺為良知，無故為霸學張一赤幟，與邊見外修何異， 而自畔其師說遠矣。
而後雙江在入獄期間（嘉靖二十五年（1546年））提出「歸寂」說，此時他已年逾」六旬，這與他「初好王守仁良知之說

」有所變化。因此，此說一出，便遭王學同門（如王畿、黃宏綱、陳九川、鄒守益、劉文敏）群起非難，鄒守益更是指出，從「寂處、體處」用功夫，以「感應、運用處」為效驗，是倚於內，而將心體為二，是「脫略事為，類於禪悟」是「違背師門」。只有羅洪先會在為即將入獄的聶豹送行時，為其「主 於寂」的「翛然、 夷然、 淵然」的氣象所折服。
先生之學，獄中閒久靜極，忽見此心真體，光明瑩徹，萬物皆備。乃喜曰：「此未發之中也，守是不失，天下之理皆從此出矣。」及出，與來學立靜坐法，使之歸寂以通感，執體以應用。是時同門為良知之學者，以為「未發即在已發之中，蓋發而未嘗發，故未發之功卻在發上用，先天之功卻在後天上用。」其疑先生之說者有三：其一謂「道不可須臾離也」，今曰「動處無功」，是離之也。其一謂「道無分於動靜也」，今日「工夫只是主靜」，是二之也。其一謂「心事合一，心體事而無不在」，今日「感應流行，著不得力」，是脫略事為，類於禪悟也。王龍溪、黃洛村、陳明水、鄒東廓、劉兩峯各致難端，先生一一申之。唯羅念菴深相契合，謂「雙江所言，真是霹雷手段，許多英雄瞞昧，被他一口道著，如康莊大道，更無可疑。」兩峯晚乃信之曰：「雙江之言是也。」...... 陽明自江右以後，始拈良知。其在南中，以黙坐澄心為學的，收斂為主，發散是不已。有未發之中，始能有中節之和，其後學者有喜靜厭動之弊，故以致良知救之。而曰良知是未發之中，則猶之乎前說也。先生亦何背乎師門？乃當時羣起而難之哉！
事實上，雙江「歸寂說」與王守仁的「良知說」並沒有本質上的分歧，「歸寂說」始終是「一本先師之教」的，若硬要說二者之異，便是在於致良知的方法和途徑。王門為良知之學者認為「未發即在已發之中」、「道無分於動靜」、「心事合一」；雙江是外事求心，舍動以求靜，離已發以求未發，從「寂靜」、「未發」中體會良知。

## 著作
《雙江集》18卷
《雙江先生文集》14卷（卷14為《困辨錄》8卷）
《聶貞襄集》
〈答王龍溪〉

## 軼事
曾与同榜进士、上海縣知县鄭洛書作戏对：
上海秀才下第，只为落书；
华亭百姓受灾，皆因孽报。

## 家族
曾祖聂汝璉。祖父聂日聪。父聂玉治。母邹氏。具庆下。兄聂洪。侄聂静（嘉靖十四年进士）。

## 延伸阅读
[在维基数据编辑]
 《國朝獻徵錄·卷之三十九》，出自焦竑《國朝獻徵錄》
 《明史卷二百〇二》，出自《明史》

## 外部連結
- 钟彩钧：〈聂双江心体观探究——以《幽居答述》为中心 （页面存档备份，存于）〉

| 官衔          | 官衔                       | 官衔        |
| ------------- | -------------------------- | ----------- |
| 前任： 李庄   | 华亭县知县 1520年－1521年  | 繼任： 方钝 |
| 前任： 翁萬達 | 明朝兵部尚書 1552年-1555年 | 繼任： 杨博 |